# Centura de asteroizi

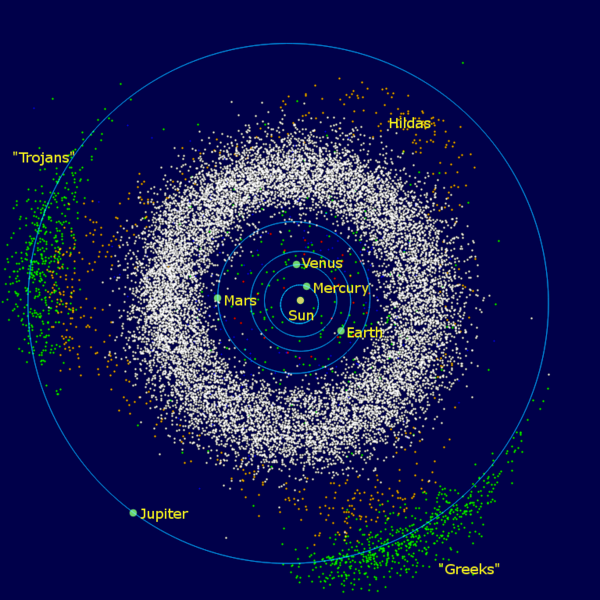
Centura de asteroizi (cu alb) este situată între orbitele planetelor Marte și Jupiter

Un asteroid este un corp ceresc rece foarte mic, cu dimensiuni cuprinse între câteva zeci de metri și până la câțiva kilometri, care se învârte (orbitează) în jurul Soarelui. Asteroizii sunt mult mai mici decât planetele, din care cauză sunt numiți uneori și "planetoizi". Cei mai mulți asteroizi își au traseul între orbitele planetelor Marte și Jupiter, formând așa-numita Centură de asteroizi. Întinderea ei totală este de circa 2,0 - 3,4 Unități Astronomice (UA).

## Mic istoric
În 1772, Johann Elert Bode, astronom german de la Observatorul astronomic din Berlin, a publicat o regulă care estima depărtarea planetelor de Soare. Această regulă a devenit cunoscută sub numele de "Legea lui Bode" și prezicea existența unei planete între orbitele lui Marte și Jupiter. Mulți astronomi erau sceptici. Dar în 1781 când a fost decoperit Uranus, s-a observat că orbita planetei corespunde Legii lui Bode. Atunci a început căutarea planetei lipsă dintre Marte și Jupiter. În anul 1801 a fost descoperit o planetă pitică, Ceres. S-a presupus că Ceres este chiar planeta căutată, și din această cauză a fost o surpriză când un asteroid, Pallas, a fost descoperit în 1802, în aceeași regiune. Astronomii au presupus atunci că dacă în acea regiune există două planete mai mici, atunci pot exista și altele, și au continuat căutările. Asteroidul Juno a fost descoperit în 1804, urmat de Vesta în 1807. Treizeci de ani mai târziu a fost descoperit încă un asteroid. Până în 1890 au fost descoperiți peste 300 de asteroizi, dar numărătoarea nu se oprea aici. În anul următor s-a introdus metoda fotografiei pentru căutarea asteroizilor, și până în 1986 au fost găsiți peste 3.450 de asteroizi. Se estimează că numărul asteroizilor este de peste 30.000. Însă chiar dacă sunt numeroși, din cauza faptului că sunt foarte mici, masa  tuturor asteroizilor luați împreună se crede a fi mai mică decât masa Lunii. Tot din cauza dimensiunilor reduse, asteroizii nu pot fi văzuți cu ochiul liber pe cerul nocturn, ci doar cu telescoape adecvate.

## Caracteristici
Asteroizii orbitează în jurul Soarelui la fel ca și planetele, de la vest la est. Majoritatea asteroizilor se găsesc într-o zonă situată între 320 și 480 de milioane de km de Soare. Planurile orbitelor lor sunt apropiate de planul orbitei Pământului. Timpul necesar asteroizilor pentru a efectua o rotație completă în jurul Soarelui variază între 3,5 și 6 ani pământești. Excentricitatea medie a orbitelor este de 0,15, similară excentricității planetelor. În familia asteroizilor există însă și multe devieri de la valorile medii. De exemplu Betulia are orbita înclinată la 52°. Mulți alți asteroizi au o orbită foarte excentrică; un astfel de asteroid este Apollo, a cărui orbită se întinde din interiorul orbitei Pământului până dincolo de orbita lui Marte. Orbita lui Hidalgo se întinde până dincolo de Saturn. Unii asteroizi cum ar fi Apollo au orbite care se intersectează cu orbita Pământului. În 1989 un asteroid nedescoperit anterior denumit "1989FC" a trecut la o distanță de mai puțin de 800.000 km de Pământ, doar de două ori mai mare decât distanța dintre Pământ și Lună. Se estimează că el se va afla din nou la o distanță comparabilă deja prin anul 2015.
Puțini oameni de știință mai cred că asteroizii sunt rămășițele unei planete. Cel mai probabil asteroizii ocupă în Sistemul Solar un loc unde s-ar fi putut ce-i drept forma o planetă, dar procesul de formare a fost perturbat de influențele forței gravitaționale uriașe exercitate de Jupiter. Se pare că la început au existat doar câțiva asteroizi, care în urma coliziunilor s-au fragmentat din ce în ce mai mult.

## 2007 TU24
La 11 octombrie 2007, agenția NASA a descoperit asteroidul 2007 TU24. El este o piatră cu dimensiuni între circa 150 și 600 m. Acest asteroid a „vizitat” deja Pământul, la o distanță de „numai” 537.500 km (numai 1,3 ori mai mare decât distanța până la Lună), și anume foarte recent, la data de 29 ianuarie 2008. Aceasta a constituit o ocazie rară pentru studiul mai amănunțit al asteroizilor. Din fericire calculele astronomice au exclus o ciocnire cu Pământul. Din cauza vitezei enorme a asteroidului raportată la Pământ (circa 9.248 km/sec), ciocnirea ar fi provocat o catastrofă, atât pentru omenire cât și pentru planeta Pământ în general.
Pentru comparație, cel mai mare meteorit care a lovit Pământul în epoca modernă este cel căzut la 30 iunie 1908 la nord de râul Tunguska din Siberia (60° 55’ Nord, 101° 57’ Est). Actualmente, cea mai răspândită teorie susține că acesta a fost un corp solid cu un diametru de circa 50 de m, care a explodat cu o forță echivalentă cu aproximativ 15-30 megatone TNT, la aproximativ 6 km deasupra solului.
Pe lângă această teorie a unui meteorit există și alte teorii despre fenomenul Tunguska de acum 100 de ani.